# Astochia philus
Astochia philus là một loài ruồi trong họ Asilidae. Astochia philus được Walker miêu tả năm 1849. Loài này phân bố ở miền Ấn Độ - Mã Lai.